# Conchobar Ua Conchobair
Conchobar Ua Conchobair (mort en 1144) (anglicisé en Connor O'Connor), fut un tánaiste du royaume de Connacht, entre 1126 et 1144. Il fut roi de Dublin associé avec son père de 1126 à 1127 et brièvement roi de Mide en 1143-1144.

## Origine
Conchobar fait partie de la vingtaine de fils de Toirdelbach Ua Conchobair, et il est le premier qu'il désigne comme héritier présomptif.

## Roi de Dublin
1126. Une armée est menée par Toirdhealbhach Ua Conchobhair, et il donne le royaume d'Ath-cliath et celui du Leinster à son propre fils, Conchobhar; il se dirige ensuite vers le sud et défait Cormac Mac Carthaigh, et brûle son camp à Sliabh-an-Caithligh.

## Roi de Mide
À la suite de la capture par Toirdhealbhach du roi de Mide en 1143, « le royaume de Mide est donné par Toirdhealbhach à son propre fils, Conchobhar. »Cette stratégie  échoue comme le montrent les entrées des Annales pour 1144.

Conchobhar, fils de Toirdhealbhach Ua Conchobhair, héritier présomptif de la monarchie d'Irlande, est tué à Bealach Muine-na-Siride, par Ua Dubhlaich, seigneur de Feara-Tulach, qui le considérait comme un étranger détenant la souveraineté sur les hommes de Meath. Toirdhealbhach Ua Conchobhair donne l'ouest du Meath à Donnchadh, fils de Muircheartach Ua Maeleachlainn; et divise l'est du Meath en parts égales entre  Tighearnan Ua Ruairc, seigneur de Breifne, et Diarmait MacMurchada, roi de Leinster, et ils demeurent sous la protection des hommes du  Connaught .

Plus tard dans la même année, quatre cents vaches sont données par les hommes de  Meath à Toirdhealbhach Ua Conchobhair, comme amende pour [la mort] son fils, Conchobhar.. La mort de Conchobar  entraîne la libération de son demi-frère, Ruaidhri, qui finira par s'imposer à son père comme  Tánaiste.

## Postérité
Brian Mainech, fils de Conchobhar, fils de Toirrdhelbach est tué lors de la bataille d'Ath na caisberna en 1159, une importante défaite du Connacht face à Aileach . Il semble avoir été le seul fils de Conchobar connu des généalogies et des annales . Si Conchobair laisse d'autres descendants, ils sont inconnus.